# Market Street Railway (San Francisco)
Die Market Street Railway Company (MSR) war ein privat geführtes Nahverkehrsunternehmen in San Francisco, das ab 1860 zunächst Dampfstraßenbahnen und Pferdebahnen, später dann Cable Cars, Straßenbahnen, Oberleitungsbusse und Omnibusse in der Stadt betrieb. Es ging 1944 im kommunalen Verkehrsbetrieb, der noch heute existierenden San Francisco Municipal Railway („Muni“) auf. Viele der Straßenbahnlinien des Betriebs werden noch heute als Oberleitungs- oder Omnibuslinien, teilweise mit der gleichen Liniennummer und -bezeichnung betrieben.

Aktie der Market Street Railway Co.

## Geschichte
Am 4. Juli 1860 eröffnete der damals noch San Francisco Market Street Railroad genannte Betrieb eine normalspurige Dampfstraßenbahn entlang der Market Street, der Hauptverkehrsachse der Stadt, nach der die Gesellschaft benannt wurde. Die Strecke führte von der Ecke Third Street durch die Market Street und Valencia Street bis zur 16th Street. Schon nach kurzer Zeit wurde der Dampfbetrieb eingestellt und die Wagen wurden durch Pferde gezogen. Ende der 1860er Jahre erwarb die San Francisco and San Jose Railroad die Bahn und benannte die Gesellschaft erstmals in Market Street Railway um. Später kaufte die Southern Pacific Railroad die Bahn zusammen mit der San Francisco & San Jose auf. 1882 wurde die Gesellschaft in Market Street Cable Railway umbenannt, da zahlreiche Cable-Car-Strecken geplant waren und in den Folgejahren auch gebaut wurden. Auch die bestehenden Pferdebahnen wurden teilweise in Cable Cars umgebaut, unter anderem die Ursprungsstrecke der Bahngesellschaft durch die Market und Valencia Street. 1887 übernahm die Bahngesellschaft die Geary Street, Park and Ocean Railway, die Cable Cars entlang der Geary Street in der Spurweite von fünf Fuß (1524 mm) betrieb. Die Strecke wurde 1892 auf Normalspur umgebaut.
Am 13. Oktober 1893 fusionierte die Gesellschaft mit einer Reihe von anderen kleinen Straßenbahnbetrieben zur neuen Market Street Railway. Zu diesem Zeitpunkt übernommen wurden die Central Railroad, die City Railroad, die Ferries and Cliffhouse Railway, die Market Street and Fairmount Railway, die North Beach and Mission Railroad, die Omnibus Cable Company, die Park and Ocean Railroad, die Potrero and Bay View Railroad, die Ocean Beach Railway sowie die Southern Heights and Visitacion Railway. Alle diese Gesellschaften besaßen Straßenbahnstrecken in und um San Francisco, die nun ein gemeinsames Netz darstellten. Die Strecken hatten unterschiedliche Spurweiten, darunter wiederum solche mit fünf Fuß Spurweite, aber auch Strecken in drei Fuß (914 mm) und Kapspur (1067 mm).

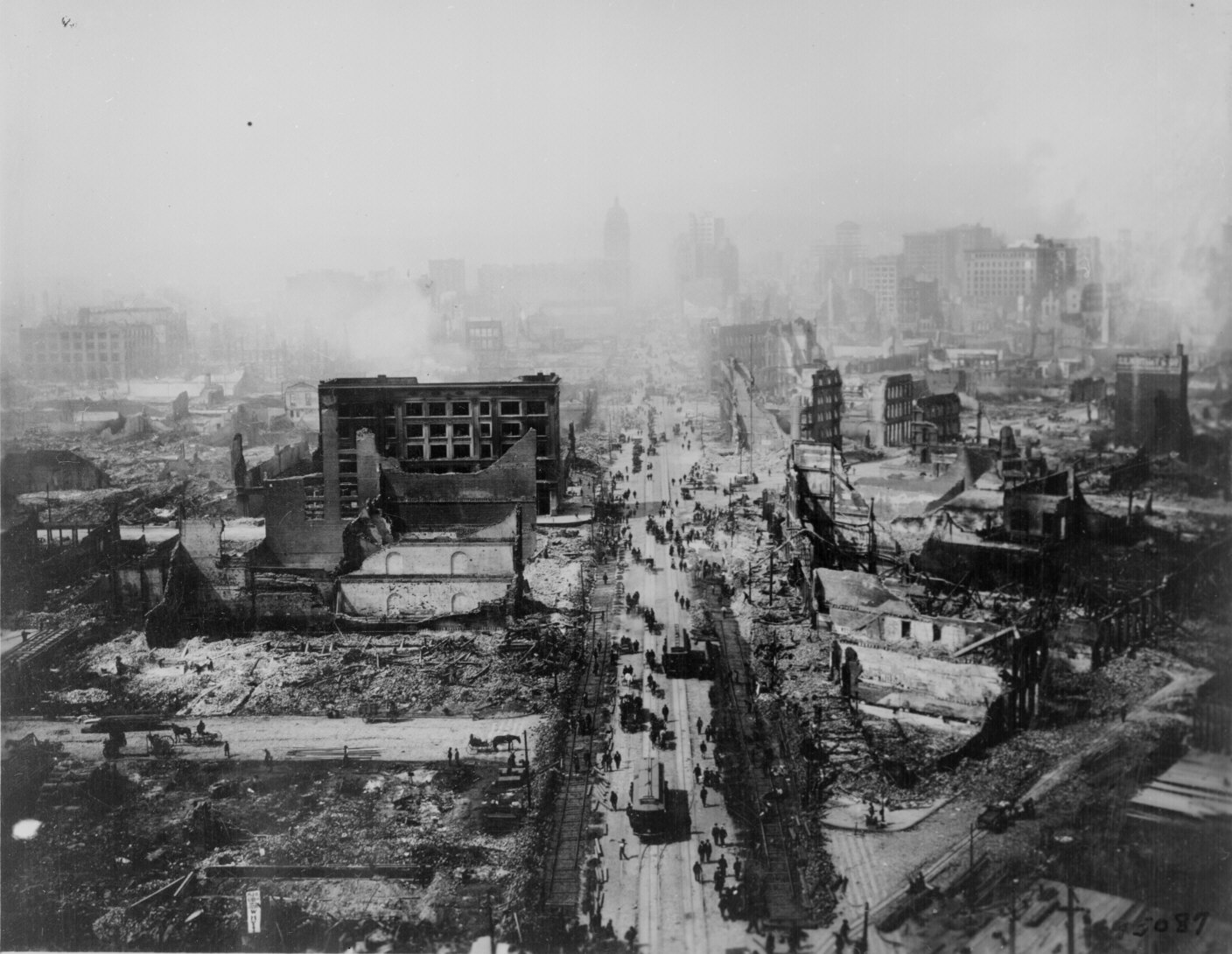
Elektrische Straßenbahnen auf der Market Street kurz nach dem Erdbeben von 1906, die nun nicht mehr genutzten Schlitze für die Cable Cars sind zwischen den Schienen noch erkennbar.

Eine erneute Fusion brachte der Bahngesellschaft abermals einen neuen Namen. Am 4. März 1902 fusionierte die MSR mit der Sutter Street Railway, der Sutro Railroad und der San Francisco and San Mateo Electric Railway zu den United Railroads of San Francisco. Rechtlich bestand die Market Street Railway Company weiter als Tochterunternehmen der United Railroads. Das Erdbeben von San Francisco am 18. April 1906 und die daraus resultierenden Großbrände zerstörten zahlreiche Strecken, Depotanlagen und Fahrzeuge. Nur die steilsten Cable-Car-Strecken wurden danach wieder aufgebaut, die übrigen wurden in elektrische Straßenbahnen umgebaut. So ging bereits am 3. Mai 1906 die elektrische Straßenbahn auf der Market Street in Betrieb. Die Cable-Car-Strecken behielten dabei ihre Spurweite, noch heute fahren diese auf Kapspurgleisen, die übrigen Strecken wurden normalspurig wieder aufgebaut. Einige Strecken verschwanden ersatzlos, wie zum Beispiel die Straßenbahn durch die Dupont Street (heute Grant Avenue).
1918 gingen die United Railroads in Konkurs und wurden 1921 an ihr eigenes Tochterunternehmen verkauft. Der Betrieb firmierte seitdem wieder als Market Street Railway Company. Ab den 1920er Jahren wurde das Streckennetz ausgedünnt, einige Strecken entfielen ersatzlos, andere wurden ab 1935 in Oberleitungsbuslinien umgebaut. Die erste Strecke des Oberleitungsbus San Francisco war ab dem 6. Oktober 1935 die Linie 33, Stanyan Street–Twin Peaks–18th Street–Harrison Street, die noch heute auf einem Großteil dieser Strecke verkehrt. Am 29. September 1944 übernahm die San Francisco Municipal Railway, der städtische Nahverkehrsbetrieb, die Market Street Railway und stellte bis 1949 alle Straßenbahnlinien auf O-Bus- oder Omnibusbetrieb um. Erhalten blieb die Strecke in der Market Street, da die Muni die viergleisige Anlage um ihre eigenen beiden (äußeren) Gleise auf zwei Gleise zurückbaute und dadurch die MSR-Gleise benutzte. Ebenfalls weitergenutzt wurde die Strecke von der Ocean Avenue/Brighton Avenue durch die Ocean Avenue und Onondaga Avenue bis zur Mission Street (Linie K), in den 1950er Jahren wurden jedoch die Gleise aus der Onondaga Avenue entfernt. Die Powell & Mason Cable-Car-Strecke wurde ebenfalls weiterbetrieben und verkehrt noch heute. Die heutige Cable-Car-Linie Powell & Hyde verkehrt zwischen Powell Street und Hyde Street/Jackson Street ebenfalls über ehemalige MSR-Gleise.
Einige ehemalige MSR-Strecken wurden ab den 1980er Jahren wieder aufgebaut, nämlich die Strecke in der San Jose Avenue von Balboa Park bis zur Broad Street (1980, Linie M), die Strecke von der Church Street zum Balboa Park (1991, Linie J), und die Strecke durch die Third Street (2007, Linie T). Der gemeinnützige Verein Market Street Railway wurde 1976 nach der Bahngesellschaft benannt und restauriert alte Straßenbahnfahrzeuge, die auf den Cable-Car-Linien und der Straßenbahnlinie F der Muni zum Einsatz kommen.

## Liniennetz
1921, als die Market Street Railway den Betrieb von den United Railroads übernommen hatte, bestand folgendes Liniennetz (zu diesem Zeitpunkt ausschließlich elektrische Straßenbahnen und Cable Cars). Einige Linien hatten keine Nummer, dies betrifft sämtliche Cable-Car-Linien, aber auch elektrische Linien. Alle Linien hatten auch eine offizielle Linienbezeichnung, die in Fahrplänen verwendet wurde, sowie die meisten eine Linienfarbe, in denen die Zielschilder beschriftet waren, die am rechten vorderen Kotflügel angebracht waren.
| Linie                         | Linienbezeichnung              | Linienfarbe      | Streckenführung | Entwicklung ab 1921 |
| Cable-Car-Linien              | Cable-Car-Linien               | Cable-Car-Linien | Cable-Car-Linien | Cable-Car-Linien |
| ----------------------------- | ------------------------------ | ---------------- | --- | --- |
|                               | Castro Street Cable            | -                | Castro St/18th St – Castro St/26th St | 5. April 1941 stillgelegt |
|                               | Pacific Avenue Cable           | -                | Pacific Av/Polk St – Pacific Av/Divisadero St | 17. November 1929 stillgelegt |
|                               | Powell & Bay Cable             | -                | Powell St/Market St – Powell St – Jackson St (→) / Washington St (←) – Mason St – Columbus Av – Taylor St – Taylor St/Bay St | heute noch (seit 1957 als „Powell & Mason Cable“) betrieben |
|                               | Powell & Jackson Cable         | -                | Powell St/Market St – Powell St – Jackson St (→) / Washington St (←) – Steiner St (←) – Jackson St/Steiner St | 1. September 1956 vorläufig eingestellt, 7. April 1957 als „Powell & Hyde Cable“ ab Jackson bzw. Washington Street weiter über Hyde Street bis Hyde St/Beach St, noch heute betrieben |
|                               | Sacramento Cable               | -                | Ferry Terminal – Clay St (←) – Larkin St (←) – Sacramento St – Sacramento St/Fillmore St | 14. Februar 1942 stillgelegt |
| Elektrische Straßenbahnlinien |                                |                  | | |
|                               | 1st & 5th (Shuttle)            | rot/weiß         | Battery St/California St – Battery St – 1st St – Folsom St – 2nd St – Brannan St – 3rd St (←) – Townsend St (←) – 4th St (←) – Brannan St – 5th St – 5th St/Market St | Ende der 1920er Jahre eingestellt, 1937 als Linie 42 („1st & S.P. Depot“) im Berufsverkehr bis zum Bahnhof der Southern Pacific (3rd St/Townsend St) wieder betrieben, 1938 ab Sansome St/Chestnut St über Sansome St, Bush St, Kearny St und 3rd St zum Bahnhof („Sansome & S.P. Depot“), 12. September 1941 stillgelegt |
|                               | Bosworth Street (Shuttle)      | -                | Bosworth St/Mission St – Glen Park (Bosworth St/Elk St) | 14. November 1928 stillgelegt |
|                               | Divisadero Extension (Shuttle) | -                | Divisadero St/Sacramento St – Divisadero St/Jackson St | 1932 stillgelegt |
|                               | Fillmore Hill (Shuttle)        | blau/gelb        | Fillmore St/Broadway St – Fillmore St/Bay St | Elektrische Straßenbahn und Cable Car: Die Wagen fuhren als Gegengewicht zu regulären Wagen der Linie 22 ohne angetriebenes Kabel, 29. August 1925 bis Fillmore St/Marina Blvd, 6. April 1941 durch Bus ersetzt |
|                               | Montgomery and Tenth (Shuttle) | braun/weiß       | Washington St/Kearny St – Washington St – Montgomery St – Post St – Leavenworth St – McAllister St – Larkin St – Hayes St – Polk St – 10th St – 10th St/Bryant St | 6. Oktober 1927 ab Post St/Market St, 1932 stillgelegt |
|                               | Parkside (Shuttle)             | -                | 20th St/Taraval St – Taraval St – 33rd Av – Vicente St – 35th Av – 35th Av/Sloat Blvd | Ende 1927 stillgelegt |
|                               | South San Francisco (Shuttle)  | -                | Leipsic Junction (Grand Av/Mission St) – Grand Av – SP-Bahnhof South San Francisco – East Grand Av – Fabrik der W. P. Fuller Paint Company | 1. Januar 1939 durch Bus ersetzt |
|                               | Visitacion Valley (Shuttle)    | -                | Geneva Av/Mission St – Geneva Av – Walbridge Av (heute Geneva Av) – Schwerin St – MacDonald Av – eigener Bahnkörper (heute Bayshore Blvd) – Six Mile House (heute Bayshore Blvd/Sunnyvale Av) | betriebsintern Linie 50, 1. August 1937 durch Bus ersetzt |
| 1                             | Sutter & California            | orange/rot       | (Sutro Baths Depot (nur am Sonntagnachmittag) – eigener Bahnkörper, heute Land’s End Trail –) Point Lobos – eigener Bahnkörper am Land’s End – Ostrand des Lincoln Park (33rd Av) – Clement St – 6th Av – California St – Presidio Av – Sutter St – Market St – Ferry Plaza                                                                             | 7. Februar 1925 nach Zerstörung der Land’s-End-Strecke durch ein Unwetter nur noch ab 33rd Av/Clement St, 1925 Linienfarbe blau, 5. November 1945 früh ab Geary St/45th Av, 5. November 1945 (abends) ab Sutro Depot über Geary St, 24. Februar 1947 Geary St/45th Av–Sutter St/Sansome St (nur werktags im Tagesverkehr), 8. Oktober 1947 wieder bis Ferry Plaza, 3. Juli 1949 durch Bus ersetzt, 21. Januar 1951 durch O-Bus ersetzt |
| 2                             | Sutter & Clement               | rot              | Sutro Baths Depot – eigener Bahnkörper, heute Land’s End Trail – Point Lobos – 48th St – Geary St (heute Geary Blvd) – 33rd Av – Clement St – Arguello Blvd – Euclid Av – Parker Av – California St – Presidio Av – Sutter St – Market St – Ferry Plaza                                                                                                 | 15. Januar 1939 bis East Bay Terminal (heute Transbay Terminal), 24. Februar 1947 Sutro Baths–Sutter St/Sansome St (nur werktags im Tagesverkehr), 8. Oktober 1947 wieder bis Ferry Plaza, 14. März 1948 wieder täglich und ganztags, 12. Februar 1949 ab 45th Av/Geary St (Brand des Sutro Baths Depots), 3. Juli 1949 durch Bus ersetzt, 21. Januar 1951 durch O-Bus ersetzt |
| 3                             | Sutter & Jackson               | grün             | Presidio Av/California St – Presidio Av – Jackson St – Fillmore St – Sutter St – Market St – Ferry Plaza | 7. Oktober 1946 nur noch werktags im Tagesverkehr, 24. Februar 1947 bis Sutter St/Sansome St, 8. Oktober 1947 wieder bis Ferry Plaza, 1. August 1948 Sutter St/Fillmore St–Transbay Terminal, 3. Juli 1949 durch Bus ersetzt, 21. Januar 1951 durch O-Bus ersetzt |
| 4                             | Turk & Eddy                    | blau             | Golden Gate Park (6 Av/Fulton St) – Fulton St (←) – 8th Av (←) – Clement St (←) – 6th Av – Lake St – Sacramento St – Divisadero St – Turk St (→) / Eddy St (←) – Mason St (←) – Turk St – Market St – Ferry Plaza | 15. Mai 1932 nur noch im Nachtverkehr (sonst Ersatz durch Linie 31), 16. Juni 1935 als neue Linie „Sutter & Sacramento“ (Linienfarbe blau/gelb) ab 6 Av/Fulton St wie bisher über Sacramento, Fillmore, Sutter, Market Street bis Ferry Plaza, 15. Januar 1939 bis East Bay Terminal, 14. April 1940 nur noch werktags im Tagesverkehr, 29. September 1944 bis Transbay Terminal, 24. Februar 1947 bis Sutter St/Sansome St, 8. Oktober 1947 wieder bis Transbay Terminal, 1. August 1948 durch Bus ersetzt, der jedoch schon 1949 eingestellt wurde |
| 5                             | McAllister                     | gelb             | La Playa St/Balboa St (Playland) – La Playa St – Fulton St – Depotgelände (zwischen Central Av und Masonic Av, heute Petrini Plaza) – McAllister St – Market St – Ferry Plaza | 15. Januar 1939 bis East Bay Terminal, 18. November 1946 nur noch werktags im Tagesverkehr, 10. März 1947 bis McAllister St/Jones St, 2. Oktober 1947 wieder bis Transbay Terminal, 15. März 1948 bis Jones St/Market St, 6. Juni 1948 durch Bus ersetzt, 3. Juli 1949 durch O-Bus ersetzt |
| 6                             | Haight & Masonic               | blau             | 9th Av/Pacheco St – 9th Av – Parnassus Av – Stanyan St – Carl St – Clayton St – Frederick St – Masonic Av – Haight St – Market St – Ferry Plaza | 12. Juli 1943 werktags abends und sonntags nur bis Haight St/Fillmore St, 19. Oktober 1945 nur werktags im Tagesverkehr, 15. März 1948 über Gough, Guerrero, 16th, Mission, 4th Street, 26. April 1948 bis Gough St/Market St, 7. Juni 1948 wieder direkt über Market Street bis Ferry Plaza, 4. Juli 1948 durch Bus ersetzt, 3. Juli 1949 durch O-Bus ersetzt |
| 7                             | Haight & Ocean                 | rot              | La Playa St/Balboa St (Playland) – La Playa St – Golden Gate Park – Lincoln Way – Frederick St – Stanyan St – Haight St – Market St – Ferry Plaza | 15. Januar 1939 bis East Bay Terminal, 23. Dezember 1945 jeder zweite Wagen ab 20th Av/Lincoln Way (Takt ab dort verdichtet), 23. Februar 1947 ab Lincoln Way/47th St, 8. Februar 1948 werktags abends und sonntags ab Waller St/Stanyan St, 14. März 1948 nur noch werktags im Tagesverkehr, 15. März 1948 über Gough, Guerrero, 16th, Mission, 4th Street zur Ferry Plaza, 26. April 1948 bis Gough St/Market St, 7. Juni 1948 direkt durch die Market Street zur Ferry Plaza, 4. Juli 1948 durch Bus ersetzt, 3. Juli 1949 durch O-Bus ersetzt |
| 8                             | Market & Castro                | weiß             | Castro St/18th St – Castro St – Market St – Ferry Plaza | Ende 1920er im Berufsverkehr und im Nachtverkehr verlängert ab 18th St/Danvers St, 17. Dezember 1944 stillgelegt, 5. November 1945 im Berufsverkehr wieder betrieben, 27. Juni 1949 ab West Portal Av/Ulloa Av durch den Twin-Peaks-Tunnel (wegen Bauarbeiten in der Castro Street), 1. Juli 1949 stillgelegt |
| 9                             | Valencia Street                | blau             | 29th St/Noe St – 29th St – Mission St – Valencia St – Market St – Ferry Plaza | ab 15. Juni 1935 teilweise ab Cortland St/Banks St (Linienfarbe für diese Kurse: weiß), im Berufsverkehr teilweise ab Geneva Av/Mission St (Linienfarbe für diese Kurse: orange), 16. April 1938 teilweise ab Richland Av/Andover St (Linienfarbe für diese Kurse: blau) und ab Daly City (Mission St/San Jose Av) über San Jose Av, Diamond St, Chenery St, 30th St, San Jose Av, 29th St zur Ferry Plaza (Linienfarbe für diese Kurse: rot/grün), 14. Januar 1939 Kurse ab Daly City eingestellt, 15. Januar 1939 Kurse ab 29th St/Noe St und Cortland St/Banks St bis East Bay Terminal, die ab Richland Av fahren weiterhin zur Ferry Plaza, 13. Juni 1939 teilweise wieder ab Daly City, 5. November 1939 Kurse ab Daly City eingestellt, 1942 Kurse ab 29th St/Noe St und Geneva Av eingestellt, 4. Februar 1945 alle Kurse über 14th St, Mission St, Embarcadero zur Ferry Plaza, 16. Dezember 1946 Kurse ab Cortland Av eingestellt, Richland-Kurse ab Richland Av/Leese St, 21. Mai 1947 ab Murray St/Richland Av, 16. Januar 1949 durch Bus ersetzt, 18. März 1950 durch O-Bus ersetzt |
| 10                            | Sunnyside                      | weiß/grün        | Sunnyside Av/Gennessee St – Sunnyside Av (heute Monterey Blvd) – Diamond St – Chenery St – 30th St – Guerrero St – 14th St – Mission St – Embarcadero – Ferry Plaza (abends und sonntags bis 8th St/Market St) | 28. Januar 1940 nur noch Berufsverkehr, 1. April 1942 durch Bus ersetzt |
| 11                            | Mission & 24th                 | blau             | 24th St/Hoffman Av – 24th St – Dolores St (→) / Chattanooga St (←) – 22nd St – Mission St – Embarcadero – Ferry Plaza | 29. September 1944 nachts und sonntags nur bis 22nd St/Mission St, 18. August 1946 nur noch werktags im Tagesverkehr, 16. Januar 1949 durch Bus ersetzt |
| 12                            | Mission & Ingleside            | weiß/gelb        | Zoo (Sloat Blvd/Great Highway) – Sloat Blvd – Junipero Serra Blvd – Ocean Av – Onondaga Av – Mission St – Embarcadero – Ferry Plaza (einzelne Fahrten über Valencia St bis St. Luke’s Hospital) | 23. Juni 1940 nur noch im Tagesverkehr, 8. April 1945 ab Geneva Av/Mission St, ca. 1946 nur bis 5th St/Market St, 18. Januar 1948 Fahrten zum St. Luke’s Hospital nur noch bis 26th St/Mission St, 1. November 1948 durch Bus ersetzt, 18. Mai 1952 durch O-Bus ersetzt |
| 14                            | Mission Street                 | rot              | Daly City (Mission St/San Jose Av) – Mission St – Embarcadero – Ferry Plaza (am Memorial Day und an Weihnachten ab Holy Cross/Cemeteries in Daly City) | 4. April 1948 sonntags im Tagesverkehr ab Holy Cross/Cemeteries, 16. Januar 1949 durch Bus ersetzt, 6. Januar 1952 durch O-Bus ersetzt (Expressbusse als Dieselbus) |
| 15                            | Kearny & North Beach           | rot              | Bahnhof der Southern Pacific (3rd St/Townsend St) – 3rd St – Kearny St – Broadway St – Powell St – Powell St/Jefferson St (North Beach) | 23. Juni 1940 nur werktags, 12. September 1941 eingestellt, 15. Mai 1945 im Berufsverkehr wieder betrieben, und zwar ab Illinois St/19th St über Illinois St, Mariposa St, 3rd St und wie bisher nach North Beach, 7. Oktober 1946 stillgelegt |
| 16                            | 3rd & Kearny                   | rot/weiß         | Six Mile House (County Rd/Sunnyvale Av) – County Rd (heute Bayshore Blvd) – San Bruno Av – Railroad Av (heute 3rd St) – 3rd St – Kearny St – Broadway St – Embarcadero – Ferry Plaza | 12. September 1941 durch Bus ersetzt, 15. Mai 1945 im Berufsverkehr zwischen 3rd St/Mariposa St und Ferry Plaza wiedereröffnet, 7. Oktober 1946 stillgelegt |
| 17                            | Haight & Ingleside             | rot              | (Zoo (Sloat Blvd/Great Highway) (nur sonntags) – Sloat Blvd –) 19th Av/Sloat Blvd – 19th Av – Wawona St – 20th Av – Lincoln Way – Frederick St – Stanyan St – Haight St – Market St – Ferry Plaza | 27. Dezember 1936 ab Wawona St/19th Av, 4. Februar 1945 über 12th St, Mission St, Embarcadero zur Ferry Plaza, 23. Dezember 1945 durch Bus und Verstärkung der Linie 7 ersetzt |
| 18                            | Daly City                      | -                | Daly City, Holy Cross/Cemeteries – Mission St – Embarcadero – Ferry Plaza | ab Mitte der 1920er Jahre nur noch im Berufsverkehr, 31. Mai 1935 stillgelegt, jedoch wieder betrieben am Memorial Day 1936 und 1937 |
| 19                            | 9th & Polk                     | gelb             | Polk St/North Point St – Polk St – Post St – Larkin St – 9th St – 9th St/Brannan St | 25. Juni 1939 durch Bus ersetzt, 15. Juli 1940 teilweise wieder als Straßenbahn, 29. November 1944 bis Hayes St/Larkin St, 29. September 1945 stillgelegt |
| 20                            | Ellis & O'Farrell              | grün             | Golden Gate Park (Stanyan St/Haight St) – Page St (→) / Oak St (←) – Divisadero St – Ellis St (→) / O'Farrell St (←) – Hyde St (←) – Ellis St – 4th St – Townsend St – 3rd St – Bahnhof der Southern Pacific (3rd St/Townsend St) | 12. September 1941 im Berufsverkehr weiter über 3rd St – Kearny St – Kearny St/Broadway St, 15. Mai 1945 alle Wagen enden am Bahnhof, 27. Januar 1946 nur noch werktags, 28. Januar 1946 ab Divisadero St/Ellis St, 9. Dezember 1946 nur noch im Tagesverkehr, 26. April 1947 samstags nur noch vormittags und mittags, 7. Juli 1947 bis Ellis St/Market St und Shuttle von 4th St/Market St zum Bahnhof, 8. September 1947 Shuttle zum Bahnhof eingestellt (Ersatz durch „Muni“-Linie F), 28. September 1947 durch Bus ersetzt |
| 21                            | Hayes Street                   | grün             | 8th Av/Clement St – Clement St – 8th Av (→) / 6th Av (←) – Fulton St – Stanyan St – Hayes St – Market St – Ferry Plaza | ab Anfang 1920er Jahre (nach 1921) sonntags ab La Playa St/Balboa St über Fulton St, Anfang der 1930er Jahre auch sonntags ab 8th Av/Clement St, 18. August 1946 nur werktags im Tagesverkehr, 10. März 1947 bis Hayes St/Larkin St, 2. Oktober 1947 wieder täglich ganztags und bis Ferry Plaza, 15. März 1948 bis Hayes St/Larkin St, 6. Juni 1948 durch Bus ersetzt, 3. Juli 1949 durch O-Bus ersetzt |
| 22                            | Fillmore Street                | grün             | Fillmore St/Bay St – Fillmore St – Duboce Av – Church St – 16th St – 16th St/Bryant St (– Kansas St – 17th St – Connecticut St – 18th St – 3rd St – Depot Nähe 3rd St/23rd St (nur etwa jeder vierte Wagen, Linienfarbe für diese Wagen weiß/grün) – nachts weiter bis San Bruno Av/Wilde Av)                                                           | 29. August 1925 ab Fillmore St/Marina Blvd, 5. April 1941 alle Fahrten bis 18th St/3rd St, 29. September 1944 jeder zweite Wagen endet 16th St/Bryant St, 11. Mai 1947 kein Nachtverkehr mehr, 1. August 1948 durch Bus ersetzt, 16. Januar 1949 durch O-Bus ersetzt |
| 23                            | Fillmore & Valencia            | blau             | Sacramento St/Divisadero St – Sacramento St – Fillmore St – McAllister St – Gough St – Valencia St – Mission St – Leese St (→) – Richland Av – Richland Av/Andover St | ab 16. Juni 1935 „Richland Shuttle“: Mission St – Richland Av/Andover St (nur werktags), ca. Ende 1935 eingestellt (ersetzt durch Linie 27), 28. Oktober 1937 ab 5th St/Market St über 5th St, Mission St, Richland Av, 16. April 1938 eingestellt (Ersatz durch Linie 9) |
| 24                            | Mission & Richmond             | weiß             | Golden Gate Park (8 Av/Fulton St) – 8th Av (→) / Fulton St (←) – Clement St (→) – 6th Av – Lake St – Sacramento St – Divisadero St – Page St (→) / Oak St (←) – Fillmore St – Duboce Av – Church St – 16th St – Mission St – Cortland Av – Cortland Av/Banks St                                                                                         | ab 16. Juni 1935 Divisadero St/Sacramento St bis 16th St/Bryant St („16th & Divisadero“), 1936 „Divisadero Street“: Divisadero St/Sacramento St – Page St (→) / Oak St (←) – Fillmore St – Fillmore St/Oak St, 6. April 1941 eingestellt |
| 25                            | San Bruno Avenue               | rot              | Five Mile House (San Bruno Av/Wilde Av) – San Bruno Av – eigener Bahnkörper (heute Bayshore Blvd) – Army St (heute Cesar Chavez St) – Bryant St – 5th St – 5th St/Market St | 1935 über 6th St bis 6th St/Market St, 5. April 1936 über 6th St, Mission St, 5th St zur 5th St/Market St, 16. Februar 1937 durch Bus ersetzt, 8. September 1942 werktags im Tagesverkehr wieder als Straßenbahn, 29. September 1944 ab San Bruno Av/Arleta Av, 9. April 1945 über Mission St zur Ferry Plaza, ab 5. Dezember 1946 ab Army St/Potrero Av (Ersatz durch „Muni“-Linie H), 1. August 1948 durch Bus ersetzt |
| 26                            | Guerrero Street                | braun/weiß       | Daly City (Mission St/San Jose Av) – Mission St – San Jose Av – Diamond St – Chenery St – 30th St – San Jose Av – Guerrero St – 14th St – Mission St – Embarcadero – Ferry Plaza (nachts und sonntags bis 8th St/Market St über Mission St, 8th St) | 16. April 1938 eingestellt (Ersatz durch Linie 9), 23. September 1944 „San Jose Avenue“: Daly City – San Jose Av – Onondaga Av/Mission St, 4. Februar 1945 stillgelegt |
| 27                            | Bryant Street                  | grün/gelb        | 26th St/Mission St – 26th St – Bryant St – 8th St (→) – Brannan St (→) – 2nd St – 2nd St/Market St (nachts und sonntags nur 26th St/Mission St bis 26th St/Bryant St) | etwa Mitte 1920er Jahre im Berufsverkehr ab Cortland Av/Banks St über Cortland Av, Mission St, Anfang 1930er alle Fahrten ab 26th St/Mission St, etwa Ende 1935 ab Richland Av/Andover St über Richland Av, Leese St (←), Mission St, Juni 1937 in beide Richtungen über Bryant St und 2nd St, 16. April 1938 alle Fahrten ab 26th St/Mission St, 28. Januar 1940 nur noch Berufsverkehr und ab Depot San Jose Av/Geneva Av über Onondaga Av, Mission St, 11. Juli 1948 über 26th St, Folsom St, Precita St, Bryant St, 13. August 1948 stillgelegt |
| 28                            | Ferries & S.P. Depot           | blau             | Bahnhof der Southern Pacific (3rd St/Townsend St) – 3rd St – Brannan St – 2nd St – Bryant St – Sterling St – Harrison St – Steuart St – Howard St – Embarcadero – Ferry Plaza | 1935 über 2nd St, Folsom St, Steuart St, 1. April 1940 durch Bus ersetzt |
| 29                            | Kearny & Broadway              | rot/weiß         | Five Mile House (San Bruno Av/Wilde Av) – San Bruno Av – Railroad Av (heute 3rd St) – 3rd St – Kearny St – Broadway St – Broadway St/Davis St | 1930 nur noch werktags im Tagesverkehr, 1935 ab Six Mile House (County Rd/Sunnyvale Av) über County Rd (heute Bayshore Blvd), San Bruno Av, ab 15. September 1936 über Bush St, Sansome St bis Sansome St/Chestnut St, 1938 wieder bis Broadway St/Davis St, 12. September 1941 stillgelegt |
| 30                            | Army Street                    | weiß             | 22nd St/Mission St – 22nd St – South Van Ness Av – 26th St – Bryant St (→) / Folsom St (←) – Army St (heute Cesar Chavez St) – 3rd St – 18th St – Connecticut St – 17th St – Kansas St – 16th St – Bryant St – 8th St – 8th St/Market St | ca. 1931 geteilt in Linie 30 „Army Shuttle“ (22nd St/Mission St – Army St/3rd St) und (ohne Liniennummer) „8th Street Shuttle“ (Bryant St/16th St – 8th St/Market St), 1935 8th Street Shuttle stillgelegt, 25. Februar 1939 Linie 30 stillgelegt, während des Zweiten Weltkriegs kurzzeitig wieder betrieben |
| 32                            | Hayes & Oak                    | grün             | (9th Av/Judah St – Judah St – Parnassus St – Stanyan St – Carl St – Clayton St – Frederick St – Masonic Av –) Golden Gate Park (Stanyan St/Haight St) – Stanyan St – Page St (→) / Oak St (←) – Fillmore St – Hayes St – Market St – Ferry Plaza (zur Judah St nur im Berufsverkehr)                                                                    | 14. Mai 1932 eingestellt (Ersatz durch Linien 20, 21) |
| 33                            | 18th & Park                    | rot              | Golden Gate Park (Waller St/Stanyan St) – Waller St – Clayton St – Frederick St – Ashbury St – Clayton St – Spitzkehre auf der Market St – Market St – 18th St – Guerrero St – 14th St – Harrison St – Harrison St/8th St (– Harrison St/3rd St (nicht alle Fahrten, Linienfarbe für diese Kurse weiß))                                                 | 6. Oktober 1935 durch O-Bus ersetzt |
| 34                            | 6th & Sansome                  | blau/rot         | Sansome St/Chestnut St – Sansome St – Bush St – Kearny St – Post St – Taylor St – 6th St – 6th St/Brannan St | 15. September 1936 stillgelegt (teilweise Ersatz durch Linie 29) |
| 35                            | Howard Street                  | weiß/rot/grün    | 24th St/Rhode Island Av – 24th St – South Van Ness Av – Howard St – Embarcadero – Ferry Plaza | 6. November 1939 durch Bus ersetzt, 7. September 1941 durch „Muni“-O-Buslinie R (Army St–Howard St/Beale St) ersetzt |
| 36                            | Folsom Street                  | grün/gelb        | Precita Av/York St – Precita Av – Army St (heute Cesar Chavez St) (←) – Folsom St – Steuart St – Howard St – Embarcadero – Ferry Plaza | 28. Januar 1940 durch Bus ersetzt, 26. Oktober 1942 wieder als Straßenbahn, 28. Januar 1945 durch Bus ersetzt |
| 40                            | San Mateo Interurban           | gelb             | San Mateo (Bahnhof der Southern Pacific) – Railroad Av – 2nd St (→) / 3rd St (←) – B St – Ellsworth St (→) / Baldwin Av (←) – Griffith Av – San Mateo Dr – Hillsborough – Burlingame – Broadway – Lomita Park – Millbrae – San Bruno – Leipsic Junction (South San Francisco) – Holy Cross – Colma – Daly City – Mission St – 5th St – 5th St/Market St | 4. März 1945 über Mission St, Valencia St, 14th St, Mission St, 17. August 1947 sonntags nur bis Daly City, 18. August 1947 außerhalb des Berufsverkehrs nur bis Daly City, 16. Januar 1949 durch Bus ersetzt |

Eine Linie 13 gab es im Netz der Market Street Railway nicht. Nach 1921 wurden noch einige neue Linien eröffnet. Die am 15. Mai 1932 eröffnete Linie 31 („Balboa“, Linienfarbe weiß) war dabei die einzige mit einer Neubaustrecke. Die Linie begann an der 30th Av/Balboa St und führte über Balboa St – Turk St – Mason St (→) / Divisadero St (←) – Eddy St – Market St zur Ferry Plaza. Ab dem 15. Januar 1939 verkehrte sie bis East Bay Terminal. Vom 12. Februar bis 2. Oktober 1947 endeten die Bahnen werktags im Tagesverkehr bereits an der Eddy St/Powell St, danach fuhren alle Wagen bis Ferry Plaza. Ab dem 6. Oktober 1947 fuhren nur noch werktags im Tagesverkehr Straßenbahnen auf der Linie 31. Sie endeten ab dem 21. März 1949 an der Eddy St/Market St. Am 3. Juli 1949 wurde die Linie durch Busse ersetzt, später durch O-Busse.
Ab 16. Februar 1927 verkehrte die Linie 41 („2nd & Market“, Linienfarbe weiß) im Berufsverkehr von der 2nd St/Market St über 2nd St, Brannan St, 3rd St zum Bahnhof der Southern Pacific. Sie wurde am 15. Januar 1949 durch die „Muni“-Linie F ersetzt. Die Linie 43 („Broadway & S.P. Depot“) wurde am 15. September 1936 eingeführt und verkehrte von der Broadway St/Davis St über Broadway St, Kearny St und 3rd St zum Bahnhof. Am 12. September 1941 wurde sie stillgelegt.